# Förstakammarvalet i Sverige 1969
Förstakammarvalet i Sverige 1969 var ett ordinarie val i Sverige och det sista som genomfördes till riksdagens första kammare. Valet genomfördes med ett proportionellt valsystem i september månad 1969.
Valet hölls i två valkretsar, utgörande den första valkretsgruppen: Stockholms stads valkrets och Älvsborgs läns valkrets. Ledamöterna utsågs av valmän från de landsting som valkretsarna motsvarade. För de städer som inte ingick i landsting var valmännen stadsfullmäktige. Ordinarie val till den första valkretsgruppen hade senast ägt rum 1961.
De valda ledamöterna valdes på ett åttaårigt mandat, till och med 31 december 1977. I praktiken utlöpte samtliga mandat i första kammaren den 31 december 1970, då enkammarriksdagen infördes från och med den 1 januari 1971. Val till den nya enkammarriksdagen hölls i september 1970.

## Valmän
| Landsting/ stadsfullmäktige | M    | C    | F    | S    | VPK | Totalt |
| --------------------------- | ---- | ---- | ---- | ---- | --- | ------ |
| Landsting/ stadsfullmäktige |      |      |      |      |     | Totalt |
| Älvsborg                    | 17   | 20   | 16   | 39   | 0   | 92     |
| Stockholm                   | 23   | 3    | 25   | 41   | 7   | 99     |
| Totalt                      | 40   | 23   | 41   | 80   | 7   | 191    |
| %                           | 20,9 | 12,0 | 21,5 | 41,9 | 3,7 | 100,0  |

- Antalet valmän utgjorde 192. En deltog inte i valet.

## Mandatfördelning
Den nya mandatfördelningen som gällde vid riksdagen 1970 innebar att Socialdemokraterna behöll egen majoritet. 
| Parti  | Parti                        | FK 1969 | 1:a valkretsgruppen | 1:a valkretsgruppen | 1:a valkretsgruppen | FK 1970 |
| Parti  | Parti                        | FK 1969 | Innan               | Efter               | Ändring             | FK 1970 |
| ------ | ---------------------------- | ------- | ------------------- | ------------------- | ------------------- | ------- |
|        | Socialdemokraterna           | 79      | 10                  | 10                  | ▬                   | 79      |
|        | Folkpartiet                  | 26      | 4                   | 5                   | ▲1                  | 27      |
|        | Moderata samlingspartiet     | 25      | 7                   | 5                   | ▼2                  | 23      |
|        | Centerpartiet                | 20      | 1                   | 2                   | ▲1                  | 21      |
|        | Vänsterpartiet kommunisterna | 1       | 1                   | 1                   | ▬                   | 1       |
| Totalt | Totalt                       | 151     | 23                  | 23                  | ▬                   | 151     |

## Invalda riksdagsledamöter
Stockholms stads valkrets:
- Gösta Bohman, m
- Ethel Florén-Winther, m
- Allan Hernelius, m
- Bertil Lidgard, m
- Olle Dahlén, fp
- Gunnar Helén, fp
- Joel Sörenson, fp
- Jan-Erik Wikström, fp
- Helge Berglund, s
- Lennart Geijer, s
- Knut Johansson, s
- Ulla Lindström, s
- Alva Myrdal, s
- Yngve Persson, s
- Axel Strand, s
- Lars Werner, vpk

Älvsborgs läns valkrets:
- Ragnar Sveningsson, m
- Olle Eriksson, c
- Maj Pehrsson, c
- Bo Skårman, fp
- John Ericsson, s
- Herbert Larsson, s
- Gunnar Sträng, s